# Festuca arundinacea subsp. arundinacea
Festuca arundinacea subsp. arundinacea é uma subespécie de planta com flor pertencente à família Poaceae.

Os seus nomes comuns são erva-carneira ou festuca-alta.

## Portugal
Trata-se de uma subespécie presente no território português, nomeadamente em Portugal Continental e no Arquipélago dos Açores.
Em termos de naturalidade é nativa de Portugal Continental e introduzida no Arquipélago dos Açores.

## Protecção
Não se encontra protegida por legislação portuguesa ou da Comunidade Europeia.